# An Socach (Glen Ey)
An Socach är ett berg i Storbritannien.   Det ligger i kommunen Aberdeenshire och riksdelen Skottland, i den norra delen av landet, 600 km norr om huvudstaden London. Toppen på An Socach är 944 meter över havet, eller 184 meter över den omgivande terrängen. Bredden vid basen är 4,7 km.
Terrängen runt An Socach är huvudsakligen lite kuperad.Runt An Socach är det mycket glesbefolkat, med 7 invånare per kvadratkilometer. Närmaste större samhälle är Braemar, 13,5 km nordost om An Socach. Trakten runt An Socach består i huvudsak av gräsmarker.